# Andris Smirnovs
Andris Smirnovs (Ventspils, 6 februari 1990) is een Lets voormalig wielrenner.

## Overwinningen
2011
Budapest GP
Kernen Omloop Echt-Susteren
2012
GP Oued Eddahab
2013
6e etappe Baltic Chain Tour

## Resultaten in voornaamste wedstrijden
| Jaar |  | WK op de weg |
| ---- |  | ------------ |
| 2013 |  | opgave       |

## Ploegen
- 2012 –  Rietumu-Delfin
- 2013 –  Doltcini-Flanders (tot 15-6)
- 2013 –  Rietumu-Delfin (vanaf 16-6)
- 2014 –  Rietumu-Delfin
- 2015 –  Rietumu-Delfin
- 2016 –  Alpha Baltic-Maratoni.lv

Boutté · Cardoen · De Kerf · Dominguez · Džervus · Gardeyn · Gène · Jory · Maniusis · Mertens · Nicolson · Schets · Smirnovs · Stilite · Suarez · Tanner · van Immerseel · Van Holderbeke · van Caldenborgh · Van Breussegem · Vernaeckt · Verwaest · Gough (stagiair) · Nolten (stagiair)
Brēmanis · Čakšs · I.Eislers · S.Eislers · Korņilovs · Lazdiņš · Lukševics · Persevics · Rācenājs · Serģis · Smirnovs · Špillers